# 킬로그램힘
킬로그램힘(단위: kgf 또는 kgw) 또는 킬로그램중 또는 킬로그램포스는 지구의 표준중력가속도에서 1kg의 질량을 가진 물체가 가지는 힘이다. 무게의 단위로 킬로그램힘을 사용하지만 지구에서는 편의상 '힘'(f)을 생략하고 질량의 단위인 킬로그램으로 무게를 표시한다. 1kgf는 9.80665N과 같다.
힘에서의 SI 단위는 킬로그램힘이 아니라 뉴턴(N)이다. 비록 SI 단위가 아님에도 여러 부분에서 이 단위가 사용되고 있다. 예를 들어 토목공학에서는 킬로그램힘(kgf)을 무게의 단위로 사용하기도 한다. 편의상 '힘'(f)을 제외하고 킬로그램(kg)만 쓸 때가 잦다. 물의 단위중량을 1000kg/m3으로 쓰는 것을 예로 들어보면 이것은 사실 1000kg중/m3이다. 중량은 힘의 단위이므로 질량의 단위인 kg으로 쓰는 것은 차원이 맞지 않는다는 점에서 사실은 kg중(kgf)이라는 걸 알 수 있다.
킬로그램힘 단위는 같은 중력가속도를 받는 곳에서만 서로 동일하다. 지구 밖에서는 중력가속도가 달라지므로 킬로그램힘 역시 지구에서의 킬로그램힘과 달라진다. 지구에서의 중력가속도를 {\displaystyle 1G}라고 하고 다른 공간에서의 중력가속도를 {\displaystyle aG}, 다른 공간에서 무게를 {\displaystyle W}라 하면
{\displaystyle W}(kgf)={\displaystyle {aG \over 1G}}×kg
로 나타낼 수 있다.
CGS 단위계에서는 그램힘을 사용한다.

## 같이 보기
- 뉴턴